# Kewanna
Kewanna – miasto w Stanach Zjednoczonych, w stanie Indiana, w hrabstwie Fulton.